# 北四番丁駅
北四番丁駅（きたよばんちょうえき）は、宮城県仙台市青葉区二日町にある、仙台市地下鉄南北線の駅である。駅番号はN07。

## 歴史
- 1987年（昭和62年）7月15日 - 開業[1]。
- 2009年（平成21年）12月27日 - 可動式ホーム柵の運用開始。
- 2014年（平成26年）12月6日 - IC乗車券・icsca導入[2]。
- 2015年（平成27年）12月6日 - 副駅名広告「仙台放送前」の掲出を開始（2020年3月31日をもって契約満了のため掲出終了）。

## 駅構造
島式ホーム1面2線を有する地下駅で、コンコースは地下1階、ホームは地下2階に位置する。線路は南北に通じる勾当台通の下を通り、東西に通じる北四番丁通との交差点に駅がある。出入口は、北1・2、南1・2の4箇所、交差点の四つ角にそれぞれ設置されている。同じ位置にはかつて仙台市電の二日町停留場が存在していた。
のりば
| 1 | ■ 南北線 |  | 仙台・長町・富沢方面 |  |
| 2 | ■ 南北線 |  | 泉中央方面           |  |

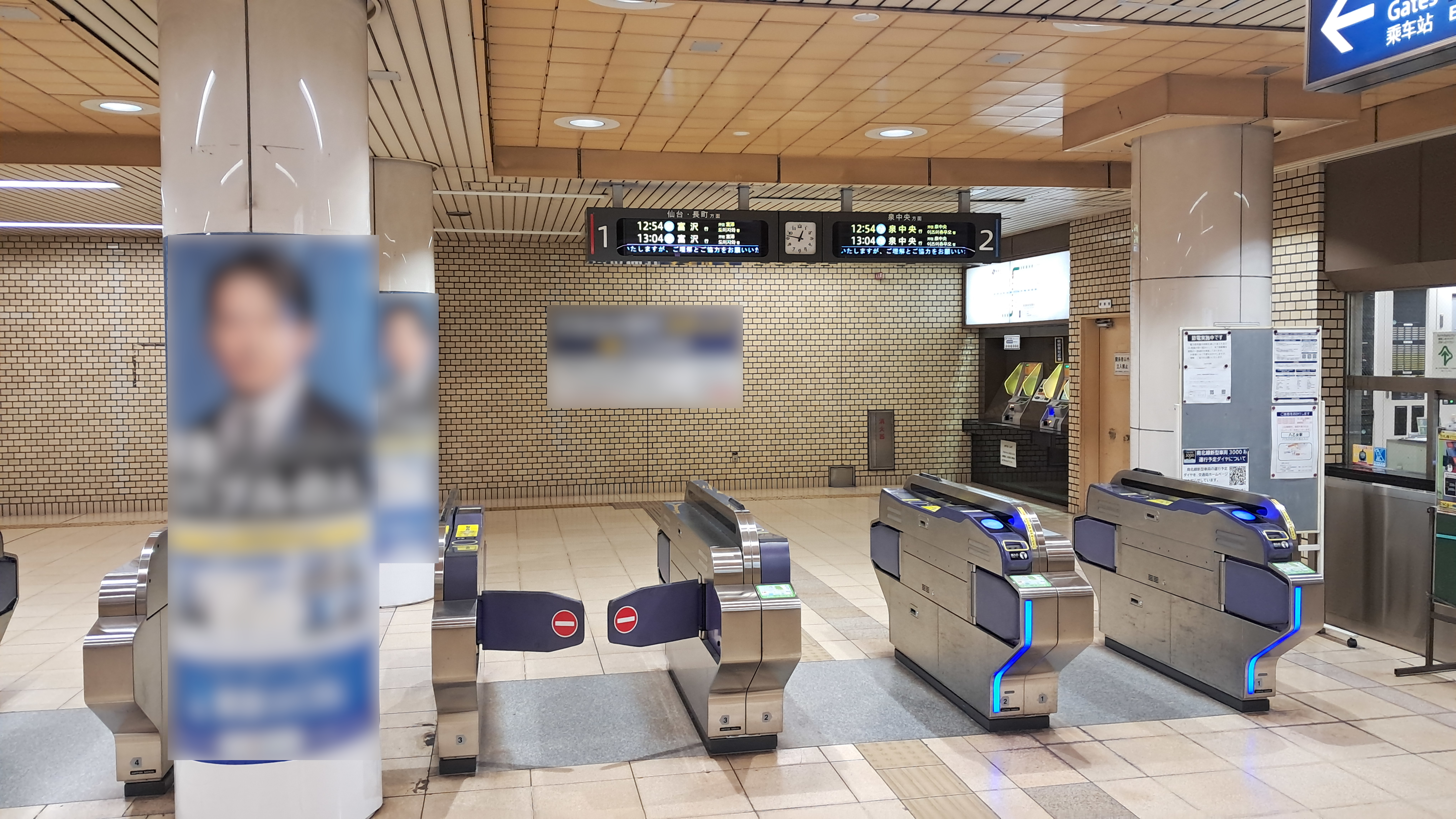
改札口（2025年2月）
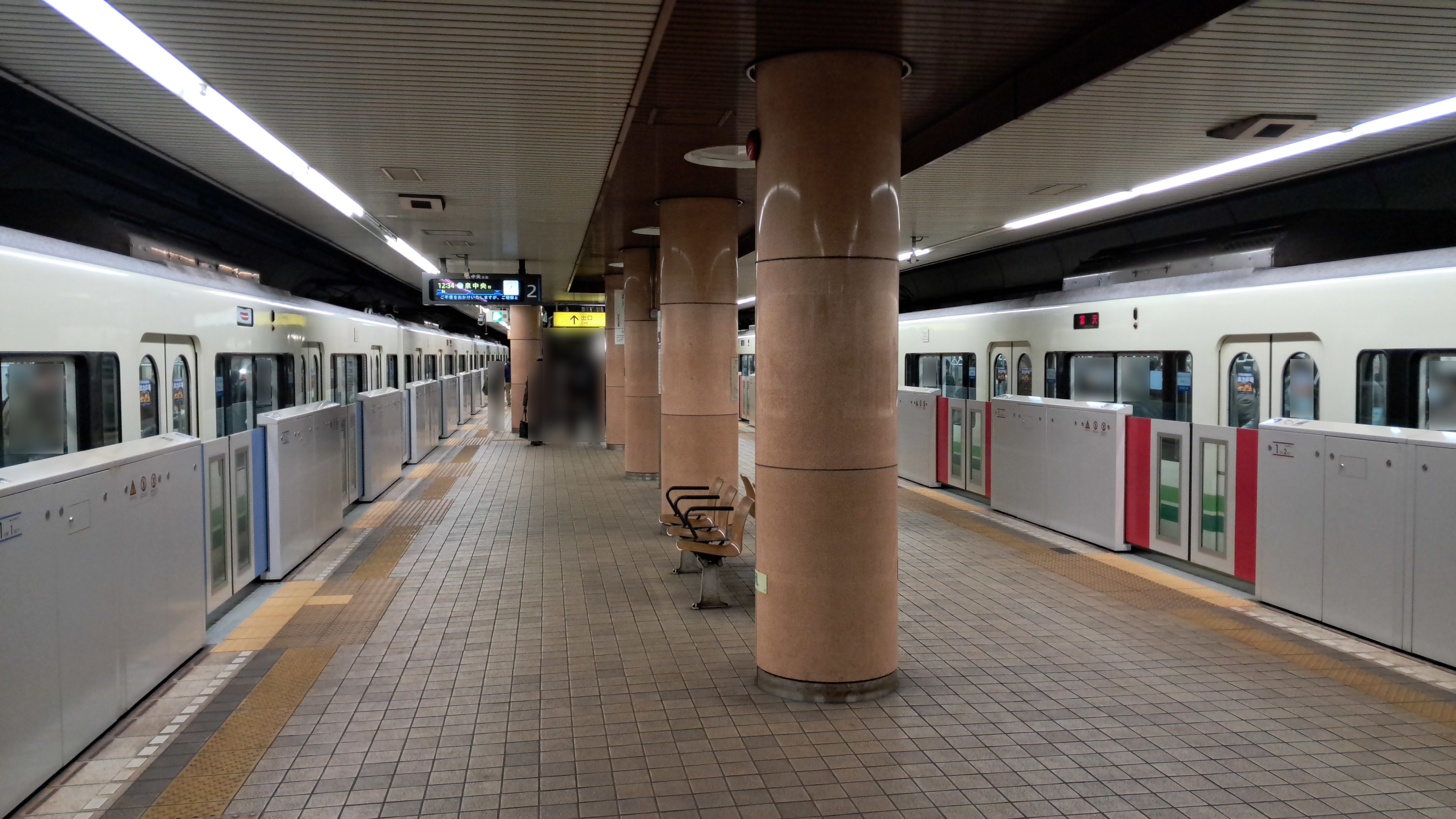
ホーム（2025年2月）
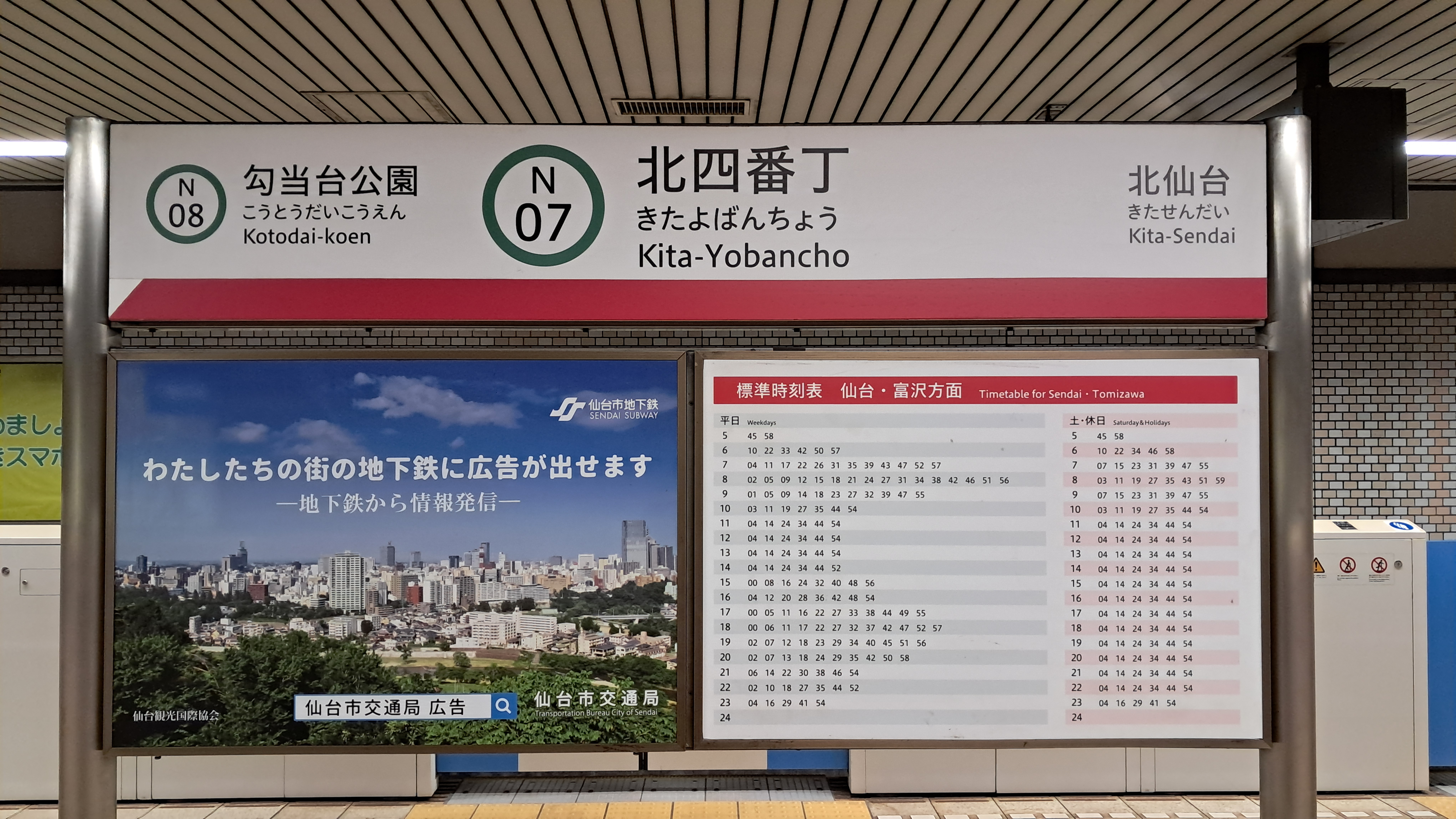
駅名標（2025年2月）

## 利用状況
| 乗車人員推移 | 乗車人員推移     |
| 年度         | 一日平均乗車人員 |
| ------------ | ---------------- |
| 2002         | 7,018            |
| 2003         | 6,861            |
| 2004         | 6,987            |
| 2005         | 7,122            |
| 2006         | 7,122            |
| 2007         | 7,064            |
| 2008         | 7,020            |
| 2009         | 6,754            |
| 2010         | 6,675            |
| 2011         | 6,525            |
| 2012         | 7,035            |
| 2013         | 7,367            |
| 2014         | 7,560            |
| 2015         | 7,787            |
| 2016         | 8,075            |
| 2017         | 8,306            |
| 2018         | 8,483            |
| 2019         | 8,577            |
| 2020         | 7,381            |
| 2021         | 7,763            |
| 2022         | 8,278            |
| 2023         | 8,744            |

- 2023年度（令和5年度）
  - 1日平均乗車人数 : 8,744人[3]

一日平均乗車人員（単位：人/日）

## 駅周辺
青葉区役所、仙台市役所、宮城県庁と合同庁舎が集まる官庁街の最寄駅は南隣の勾当台公園駅だが、この駅からも南300m〜500mの近さにある。繁華街は官庁街の南にあるので、北のこの界隈はいわば裏手にあたり、周囲には銀行や企業のオフィスビルと中・高層の住宅が多い。交差点を南北に貫く道路は勾当台公園駅付近から泉区の泉中央にむかう宮城県道22号仙台泉線である。交差点から西の道は郷六・茂庭・菅生などの盆地を経て村田町に通じる宮城県道31号仙台村田線である。東の道は福沢町・中江などの住宅地を経て仙台市ガス局前から宮城県道8号仙台松島線に接続する市道・北四番丁岩切線である。
- 仙台柏木郵便局
- 仙台木町通郵便局
- 味の素仙台支社
- 仙南信用金庫二日町支店
- 仙台銀行上杉支店
- 周行会 内科佐藤病院
- 東北大学星陵キャンパス（医学部・歯学部）
- 前進社東北支社
- 仙台放送
- 仙台フォーラム（映画館）
- 仙台市立第二中学校
- 仙台市立木町通小学校
- 東北大学病院
- 七十七銀行大学病院前支店
- 七十七銀行上杉支店
- フォレスト仙台
  - 東北労働金庫仙台北支店
- 仙台厚生病院
- イオンモール仙台上杉（2025年秋開業予定[4][5]）

## バス路線
バス停名は仙台市営バス・宮城交通共に「二日町北四番丁」である。

### 仙台市営バス
東北大学病院方面（愛子・作並温泉方面、山手町経由系統など）、宮城県仙台合同庁舎方面（荒巻・中山方面や八乙女方面系統など）、北六番丁方面（鶴ケ谷、東仙台方面系統）の3方向に分かれ、上りは3方向から合流する。東北大学病院方面・北六番丁方面から仙台駅に向かうバスは「北四番丁駅をご利用の方はこちらが便利です」という車内アナウンスが行われている。
- 1（八幡町・愛子方面）：広瀬通一番町、交通公園循環、交通公園・川内営業所、作並深沢山、白沢車庫、熊ケ根関、定義、みやぎ台・大國神社、赤坂・畑前北、赤坂三丁目、折立・西花苑二丁目、茂庭台・生出市民センター
- 2（北仙台・山手町方面）：瞑想の松循環、黒松団地・八乙女駅、虹の丘・八乙女駅、桜ケ丘七丁目（山手町/北仙台経由）、桜ケ丘・宮城学院（北仙台経由）、泉ビレジ・住吉台・根白石（山手町経由）、北中山・西中山（山手町/北仙台経由）、北中山二丁目・実沢営業所（北仙台経由）、西勝山（北仙台駅経由）、西勝山・実沢営業所（山手町/北仙台駅経由）、長命ケ丘（北仙台経由）、長命ケ丘・実沢営業所（北仙台経由）、泉ビレジ四丁目（北仙台経由）、泉ビレジ・実沢営業所（北仙台経由）、北山→子平町循環、子平町寿徳寺前
- 3（北六番丁方面）：[140]旭ケ丘駅（南光台入口経由、[A120]鶴ケ谷経由）、[110]東仙台営業所（中江・二の森経由、[X130]高松・安養寺経由、[X120]鶴ケ谷経由）、[120]鶴ケ谷七丁目、[130]高松・安養寺二丁目、[135]安養寺二丁目（幸町一丁目経由）
- 4（県庁市役所方面）：[S110～S999]仙台駅前

1990年代は味の素東北支社前にも停留所（無番）が設置されていたが、現在は撤去されている。
- 木町通二丁目（北六番丁・市役所方面）：[115]東仙台営業所、[省略]仙台駅前

1番のりばの向かいにあり、東北大学病院方面から地下鉄に乗り継ぐ場合はこの停留所を利用することも可能である。
[115]東仙台（営）行は「二日町北四番丁」を経由しないため、地下鉄乗り継ぎの場合は「木町通二丁目」のみ利用可能である。（広瀬通一番町駅行は二日町北四番丁停車）
かつては、どんと祭実施日に限は「木町通二丁目」止まりのバスも運行された。

### 宮城交通バス
- 1番のりば：仙台駅前、陸前高砂駅、仙台港フェリーターミナル
- 2番のりば：泉アウトレット（快速/双葉ヶ丘経由）、黒松団地・[地]八乙女駅、虹の丘団地キャンプ場、新富谷ガーデンシティ、泉パークタウン、宮城大学・工業団地、宮城学院・宮城大学、将監団地・泉中央駅、南富谷サニータウン、富谷営業所、東北学院大泉キャンパス、向陽台団地、松森団地、明石台団地、鶴ヶ丘ニュータウン、松陵ニュータウン

## 隣の駅
仙台市地下鉄
■南北線
北仙台駅 (N06) - 北四番丁駅 (N07) - 勾当台公園駅 (N08)